# Hans Hermann Behr
Hans Hermann Behr (Köthen, 18 de agosto de 1818 – São Francisco, Califórnia, 6 de março de 1904 ) foi um médico, entomologista e botânico germano-americano.

## Biografia
Estudou medicina nas Universidades de Halle e Berlim obtendo seu título de doutor em 1843, quando iniciou uma viagem para a Austrália, Ásia e África do Sul. Retornou em 1847 com grandes coleções de vegetais e insetos.
Participou das Revoluções de 1848, tendo que fugir para a Prússia. Retornou para a Austrália antes de emigrar para os Estados Unidos. Exerceu a medicina em São Francisco e lecionou ecologia na Escola de Farmácia da Califórnia. Foi vice-presidente desta instituição de 1887 a 1888.
Tornou-se curador da Academia das Ciências da Califórnia em 1894. Além das publicações científicas, Behr publicou poesias e novelas.
Publicou também 16 trabalhos entomológicos, principalmente sobre as Lepidopteras.
Uma avenida em São Francisco recebeu seu nome em sua honra.